# Општина Кистање
Општина Кистање је општина у сјеверној Далмацији, Шибенско-книнска жупанија, Хрватска. Сједиште општине је у Кистању. Према подацима са последњег пописа 2021. године у општини је живело 2.650 становника.

## Географија
Општина Кистање се налази на простору Буковице, површине 244,11 км². Граничи се са општинама Ервеник на сјеверу, Промином на истоку, градом Скрадином на југу, а на западу се граничи са Задарском жупанијом. У источном дијелу општине налази се дио подручја Националног парка Крка. Овим подручјем протјече ријека Крка.

## Клима
Климу карактеришу дуга, врућа и сува љета и благе кишне зиме. Просјечна годишња температура износи 17,8 °C. Годишња количина падавина износи око 820 мм која је распоређена просјечно на нешто више од 100 кишних дана. У просјеку, најсушнији мјесец је јул са средњом количином падавина од 40 мм, а најбогатији кишом новембар и децембар са средњом количином падавина од 150 мм. Најутицајнији вјетар је бура која дјелује претежно у зимском периоду. Југо је најинтезивнији у прољеће док маестрал покрива готово 40% времена у љетним данима.

## Насељена мјеста
| - Биовичино Село - Вариводе - Гошић - Ђеврске - Зечево - Ивошевци - Какањ | - Кистање - Колашац - Крњеуве - Модрино Село - Нунић - Парчић - Смрдеље |

## Становништво
Према попису становништва из 1991. године, на простору који данас обухвата општина Кистање, живјело је око 7.816 становника од којих је преко 98% било српске националности. Општина Кистање је постојала до почетка шездесетих година 20. вијека, када је укинута и припојена бившој општини Книн.
Општина Кистање према попису из 2001. има 3.038 становника. У општинском средишту, Кистањама, живи 1.752 становника. Већинско становништво су и даље Срби (57,1%), док су Хрвати (Јањевци), који чине 41,3% становништва општине, углавном досељени из Јањева на Косову и из загребачког насеља Дубраве.
| Национални састав према попису из 1991.‍ | Национални састав према попису из 1991.‍ | Национални састав према попису из 1991.‍ | Национални састав према попису из 1991.‍ | Национални састав према попису из 1991.‍ |
| --------------------------------------- | --------------------------------------- | --------------------------------------- | --------------------------------------- | --------------------------------------- |
|                                         |                                         |                                         |                                         |                                         |
| Срби                                    | Срби                                    |                                         | 7.657                                   | 97,9%                                   |
| Хрвати                                  | Хрвати                                  |                                         | 64                                      | 0,8%                                    |
| остали                                  | остали                                  |                                         | 95                                      | 1,3%                                    |
| укупно: 7.816                           |                                         |                                         |                                         |                                         |

На попису становништва 2011. године, општина Кистање је имала 3.481 становника.
| Национални састав према попису из 2011.‍ | Национални састав према попису из 2011.‍ | Национални састав према попису из 2011.‍ | Национални састав према попису из 2011.‍ | Национални састав према попису из 2011.‍ |
| --------------------------------------- | --------------------------------------- | --------------------------------------- | --------------------------------------- | --------------------------------------- |
|                                         |                                         |                                         |                                         |                                         |
| Срби                                    | Срби                                    |                                         | 2.166                                   | 62,2%                                   |
| Хрвати                                  | Хрвати                                  |                                         | 1.282                                   | 36,8%                                   |
| остали                                  | остали                                  |                                         | 33                                      | 0,9%                                    |
| укупно: 3.481                           |                                         |                                         |                                         |                                         |

На попису становништва 2021. године, општина Кистање је имала 2.650 становника.
| Национални састав према попису из 2021.‍ | Национални састав према попису из 2021.‍ | Национални састав према попису из 2021.‍ | Национални састав према попису из 2021.‍ | Национални састав према попису из 2021.‍ |
| --------------------------------------- | --------------------------------------- | --------------------------------------- | --------------------------------------- | --------------------------------------- |
|                                         |                                         |                                         |                                         |                                         |
| Срби                                    | Срби                                    |                                         | 1.375                                   | 51,89%                                  |
| Хрвати                                  | Хрвати                                  |                                         | 1.247                                   | 47,06%                                  |
| остали                                  | остали                                  |                                         | 28                                      | 1,05%                                   |
| укупно: 2.650                           |                                         |                                         |                                         |                                         |

Број становника на простору општине Кистање по пописима
| Кретање броја становника | Кретање броја становника | Кретање броја становника | Кретање броја становника | Кретање броја становника | Кретање броја становника | Кретање броја становника | Кретање броја становника |
| 1948                     | 1953                     | 1961                     | 1971                     | 1981                     | 1991                     | 2001                     | 2011                     |
| ------------------------ | ------------------------ | ------------------------ | ------------------------ | ------------------------ | ------------------------ | ------------------------ | ------------------------ |
| 10.851                   | 11.236                   | 10.840                   | 9.947                    | 8.451                    | 7.816                    | 3.038                    | 3.481                    |